# Kraftwerk Deptford
Das Kraftwerk Deptford (englisch Deptford power station) war ein Kohlekraftwerk im Londoner Stadtbezirk Royal Borough of Greenwich am Nordostrand des Stadtteils Deptford. Das Kraftwerk lag am südlichen Ufer der Themse und war durch zwei Kraftwerkseinheiten, dem älteren Teil Deptford Ost und den neueren Kraftwerksteil Deptford West, geprägt.

## Deptford Ost
Der ältere Kraftwerksteil Deptford Ost wurde von Sebastian Ziani de Ferranti für die London Electric Supply Corporation geplant und dimensioniert. Es war bei seiner Betriebsaufnahme weltweit das erste Kraftwerk, welches mit einer hochtransformierten Wechselspannung von 10 kV arbeitete. Die Maschinenanlage bestand aus zwei Dampfmaschinen mit einer Leistung von je 7,35 MW. Das Kraftwerk lieferte über Generatoren, welche von Ferranti gebaut wurden, maximal 800 kW an elektrischer Leistung.
An der mit Hochspannung betriebenen Verbindungsleitung vom Kraftwerk zum Zentrum Londons entdeckte bei Schaltversuchen Ferranti den nach ihm benannten Ferranti-Effekt, eine Spannungsüberhöhung bei am Ende offenen Freileitungen. Der Betrieb mit Hochspannung war nötig, um die Distanz zwischen dem Kraftwerk und den Stromverbrauchern im Stadtzentrum von London wirtschaftlich überbrücken zu können. Die elektrischen Geräte waren zu der Zeit primär damals neuartige elektrische Beleuchtungseinrichtungen in Form von Glühlampen und verschiedene Elektromotoren als Antriebsmaschinen. Die Versorgung im Stadtgebiet erfolgte über mehrere Transformatorenstationen mit Gleichrichtern und mit einer niedrigeren Gleichspannung von runden 110 V. Die damaligen Niederspannungsnetze waren aus Kompatibilitätsgründen als Gleichstromnetze wie bei Edison realisiert.
Die Anlage war mit diversen Umbauten und Verbesserungen bis 1957 in Betrieb.

## Deptford West

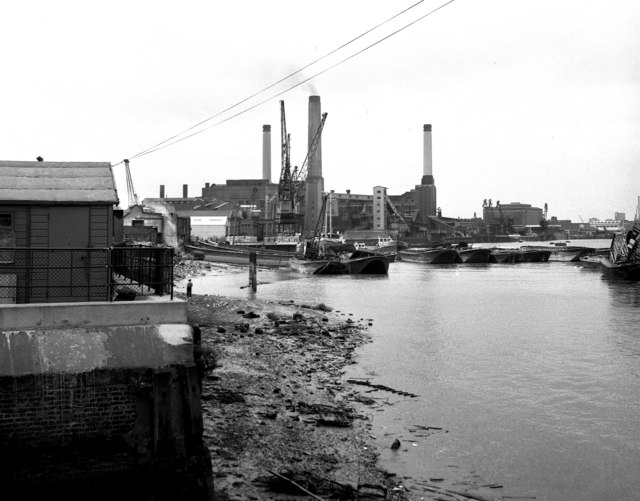
Kraftwerk Deptford West (1973)

Der fast 40 Jahre später im Jahr 1929 erbaute Kraftwerksteil Deptford West wurde in der ursprünglichen Variante von Leonard Pearce geplant und im Jahr 1953 in der technischen Ausrüstung modernisiert. Die Anlage hatte im Endausbau eine installierte Leistung von 158 MW und wurde im Jahr 1983 stillgelegt.